# エクローグ (フィンジ)
『エクローグ』（英語: Eclogue） 作品10 は、ジェラルド・フィンジが作曲したピアノと弦楽合奏のための協奏的作品。ピアノ協奏曲の緩徐楽章とすべく着手されたが単独の作品として完成されることになり、作曲者の死後に初演された。

## 概要
本作ははじめピアノ協奏曲の中間楽章として構想された。時期は1920年代の終盤であり、同時期にはピアノと管弦楽のための『大幻想曲とトッカータ』の作曲も進められていた。両者を合わせてひとつの楽曲にするつもりがあったかどうかは定かではないが、いずれはピアノ協奏曲がまとめられる予定であったとみられる。しかし、協奏曲の着想が結実することはなく、本作は独立した作品として仕立て直されることになった。
その後、作品は作曲者の生前に2度の改訂を施され、ジョン・ラッセルに背中を押される形で1952年に総譜が書き上げられた。初演はフィンジの生前には行われず、死後1年が経過した1957年1月27日にヴィクトリア&アルバート博物館で開催されたフィンジ追悼コンサートにおいて、キャスリーン・ロングの独奏、ラッセル音楽、カルマー管弦楽団の演奏で行われた。同年には出版も行われ、この際にフィンジの遺産執行人であった妻のファーガソンと長男クリストファーによって『エクローグ』というタイトルが与えられた。よって、作曲者自身によって曲に何らかの筋書きが与えられているわけではない。『エクローグ』（Eclogue）とはその言葉の由来を古代ローマの詩人ウェルギリウスに遡り、16世紀に再興を果たした、牛飼いが語らう詩のことである。日本語では「牧歌」や「田園詩」などという単語に置き換えられる（エクローグも参照）。
フィンジの盟友であった作曲家のエドマンド・ラッブラは本作の「妨げられることのない静寂」に言及している。また、フィンジの伝記作家ダイアナ・マクヴェイ（Diana McVeagh）は著作の中で、本作はチェロ協奏曲の第2楽章同様に「祝福」の空気につつまれた「永遠」であると評している。録音の好調な売れ行きが示すように、本作は人気を獲得している。

## 楽器編成
ピアノ独奏、弦五部。

## 楽曲構成
演奏時間は約9-10分。古典的な三部形式を取る。まず、アンダンテ・センプリーチェで譜例のようにピアノが多声的な主題を提示する。主要2声部と装飾的な音型から構成されており、バッハを意識したと思われるような穏やかな開始となっている。
譜例
弦楽合奏も加わるが曲中では副次的な役割に徹することになる。譜例の主題に基づいて進められていき、クライマックスを迎えると静まっていく。中間部では譜例と関連しつつも、より動きを持った子守唄調の主題が現れる。フィンジが同じく1920年代に作曲したカンタータ『ディエス・ナタリス』中の「挨拶」（Salutation）を暗示するという指摘もある。やがて譜例の主題が回帰し、最後は暗い調子をまとって諦念を感じさせるようになる。最後に残されたピアノがピアニッシモで長和音を置き、静かに幕が下ろされる。